# Ctenophthalmus arvalis
Ctenophthalmus arvalis är en loppart som beskrevs av Wagner et Ioff 1926. Ctenophthalmus arvalis ingår i släktet Ctenophthalmus och familjen mullvadsloppor. Inga underarter finns listade i Catalogue of Life.